# Le Boullay-les-Deux-Églises
Le Boullay-les-Deux-Églises is een gemeente in het Franse departement Eure-et-Loir (regio Centre-Val de Loire) en telt 223 inwoners (2004). De plaats maakt deel uit van het arrondissement Dreux.

## Geografie
De oppervlakte van Le Boullay-les-Deux-Églises bedraagt 13,4 km², de bevolkingsdichtheid is 16,6 inwoners per km².
De onderstaande kaart toont de ligging van Le Boullay-les-Deux-Églises met de belangrijkste infrastructuur en aangrenzende gemeenten.

## Demografie
Onderstaande figuur toont het verloop van het inwonertal (bron: INSEE-tellingen).